# Mexichthonius unicus
Mexichthonius unicus är en spindeldjursart som beskrevs av William B. Muchmore 1975. Mexichthonius unicus ingår i släktet Mexichthonius och familjen käkklokrypare. Inga underarter finns listade i Catalogue of Life.